# 오산중학교 축구부 (서울)
오산중학교 축구부는 오산중학교의 축구부로 FC 서울의 U-15팀이다. 

## 역사

### 오산학교 축구부
1907년에 개교한 오산고등학교는 전신인 오산학교 시절 축구부가 존재하였지만 정확히 몇년도에 창단되었는지는 알려지지 않고 있다. 
1921년 2월에 개최되었던 서울의 조선체육회 주최 제1회 전조선축구대회에 참가하였고1921년 5월에 개최되었던평양기독청년회 주최 전조선축구대회 참가 예정이라는 기사가 존재하므로늦어도 1921년에 축구부가 확실히 존재하였다. 그 후 1923년 서울의 조선체육회 주최 전조선축구대회 또다시 참가하였고여러 축구 선수들을 배출하는 등 활발한 활동을 하였다.
1930년대에 이르러서는 1932년 관서청소년축구대회에서 우승을 차지하였으며1934년 평양의 관서체육회 주최 전조선축구대회 중학부에서 준우승을 차지하였다. 그러나 1939년 9월 대회 참가 관련 기사를마지막으로 이후 발견되는 신문기사가 없으며 1940년대에 해체된 것으로 추정된다. 
현재 오산고등학교와 오산중학교 홈페이지에서 오산학교 시절 축구부 관련 정보는 찾을 수 없으며 오산중학교 홈페이지 학교 연혁에 1941년 축구 우승이라는 문구만 있을 뿐이다.

### 재창단과 초창기 (2012–현재)
2012년 8월 28일 FC 서울과 축구부 창단 협약을 통한 준비과정을 거쳐 2012년 12월 27일 창단식과 함께 공식 출범하였다.

## 우승 기록
- 전국중등축구리그 왕중왕전

● 우승 (1): 2016
- ● 준우승 (1): 2023
- K리그 U15 챔피언십

● 우승 (1): 2018
- 서울소년체육대회

● 우승 (1): 2019

## 선수단

### 현재 소속 선수
2024년 4월27일 기준
| 배번 | 포지션 | 국적     | 이름   |
| ---- | ------ | -------- | ------ |
| 1    | GK     | 대한민국 | 진선준 |
| 2    | DF     | 대한민국 | 이진우 |
| 3    | DF     | 대한민국 | 장재혁 |
| 4    | DF     | 대한민국 | 정성훈 |
| 6    | MF     | 대한민국 | 김성민 |
| 7    | FW     | 대한민국 | 유준모 |
| 8    | MF     | 대한민국 | 이정윤 |
| 9    | FW     | 대한민국 | 김재준 |
| 10   | FW     | 대한민국 | 서요셉 |
| 18   | GK     | 대한민국 | 김수한 |
| 23   | GK     | 대한민국 | 박민호 |

## 코칭 스태프
| 직위        | 이름   | 비고 |
| ----------- | ------ | ---- |
| 감독        | 김영진 |      |
| 수석코치    | 박혁순 |      |
| 골키퍼 코치 | 손일표 |      |
| 피지컬 코치 | 박성준 |      |
| 트레이너    | 최민기 |      |

## 같이 보기
- 오산중학교
- FC 서울
- FC 서울 2군
- 오산고등학교 축구부
- FC 서울 U-12팀
- Future of FC 서울
- FC 서울 아카데미

## 참고 자료
- FC서울 U-15 오산중, 뭔가 특별한 것이 있다[깨진 링크(과거 내용 찾기)]
- 한강 보이는 FC서울 유스 숙소, 최상 환경 속에서 선수 꿈 키운다
- 일반 학생들과 수업 듣는 서울 유스, 축구만 잘하는 것이 아니다